# HRT F1 Team
HRT Formula One Team fou un equip de Fórmula 1 que l'expilot valencià Adrián Campos va fundar en 2009, amb el nom Campos Meta, per a competir en la categoria a partir de la temporada 2010. Després de la seva sortida de l'actual Addax Team, va fundar l'equip Campos Racing, en European F3.
El 12 de juny va ser admès en la Fórmula 1 per a la temporada 2010. És el segon equip espanyol que entra en Fórmula 1 després de Bravo F1, fundat també per Adrián Campos, i el primer equip espanyol que competeix oficialment en la Fórmula 1. A partir del dia 28 d'octubre de 2009, l'equip Campos es va confirmar com membre de la FOTA. El dia 19 de febrer de 2010, José Ramón Carabante després d'arribar a un acord amb Adrián Campos, es converteix aquest en soci majoritari, prenent el control de l'equip nomenant l'excap de Midland, Spyker i Force India Collin Kolles com a director de l'equip en lloc del fundador de l'escuderia Adrián Campos.
També destaca la presència d'enginyers en l'equip de la talla de Toni Cuquerella antic enginyer de pista de Robert Kubica i Xevi Pujolar antic enginyer de pista en Williams de Mark Webber i Kazuki Nakajima, etc. El 2 de març de 2010 l'equip és rebatejat a Hispania Racing Team. Hispania Racing comptarà amb motors Cosworth, ja que va acceptar l'oferta realitzada pel fabricant anglès, i tindrà l'ajuda tècnica de Dallara, que fabricarà el xassís; i Xtrac, que li proporcionarà la caixa del canvi.
El 2010 va comptar amb el pilot brasiler Bruno Senna i el pilot indi Karun Chandhok que va ser substituït a mitja temporada pel japonés Sakon Yamamoto i al final de la temporada pel austriac Christian Klien.

El 2011 va comptar amb el pilot italià Vitantonio Liuzzi i el pilot indi Narain Karthikeyan que va ser substituït a mitja temporada per l'australià Daniel Ricciardo.

El 2012 va comptar amb el pilot català Pedro de la Rosa.
El 2013 no participa en el mundial per problemes económics.

## Seu
Hispania Racing té dues seus. La primera seu és Madrid, on es troba la comercialització de l'equip i els departaments administratius. En Alzira es troba la seva segona seu (l'oficial), a 25 km del Circuit Ricardo Tormo, on es gestiona actualment el disseny i desenvolupament dels F3 de Campos Racing, GP2 Addax Team i A1GP Mèxic. La seu es traslladà a Fuente Álamo de Murcia, on estarà la fàbrica del xassís del monoplaza de F1, l'enginyeria i el túnel de vent, a més de la remodelació del circuit ja existent per a fer proves.

## Resultats
| Temporada | Nom sencer de l'equip   | Motor                         | Pneumàtics  | Posició campionat constructors |
| --------- | ----------------------- | ----------------------------- | ----------- | ------------------------------ |
| 2010      | Hispania Racing F1 Team | Cosworth (Ford Motor Company) | Bridgestone | 11                             |
| 2011      | HRT Formula One Team    | Cosworth (Ford Motor Company) | Pirelli     | 11                             |
| 2012      | HRT Formula One Team    | Cosworth (Ford Motor Company) | Pirelli     | 11                             |

## Pilots
El pilot que ha realitzat més curses amb l'equip és Narain Karthikeyan amb 27. El que ha obtingut la millor posició Vitantonio Liuzzi amb un 13e lloc a Canadà el 2011.
- Karun Chandhok (2010)
- Bruno Senna (2010)
- Sakon Yamamoto (2010)
- Narain Karthikeyan (2011, 2012)
- Daniel Ricciardo (2011)
- Vitantonio Liuzzi (2011)
- Pedro de la Rosa (2012)